# 拉尔夫·朗尼克
拉尔夫·迪特里希·朗尼克（德語：Ralf Dietrich Rangnick，發音：[ʁalf ˈdiːtʁɪç ˈʁaŋnɪk]；1958年6月29日—）是一位德国前足球运动员和管理層人員，现任足球教练，現在担任奧地利主教練一职。
其球员生涯是作为中场效力过多家德国职业俱乐部；而在执教生涯中，他成功率领当时仍处于德丙联赛的霍芬海姆1899在两个赛季内直升德甲，并夺得接下来一个赛季的秋季冠军。朗尼克共随四家不同的俱乐部先后五次升级。
2011年，朗尼克在上任仅两个月后便率领沙尔克04夺得德国杯冠军，这也是他迄今唯一的一次大型赛事头衔。2011年9月22日，朗尼克因个人健康原因从主教练岗位上辞职。朗尼克在沙尔克04的两个任期内场均获得1.82分，这是该俱乐部自参加德甲以来，再没有相同或更长任期的主教练所能企及的成就。自2012年6月起，他开始就任RB莱比锡的体育总监；从2012年至2015年，他也在萨尔茨堡红牛担当相同的职位。至2015-16赛季，朗尼克还接任了RB莱比锡的主教练一职。
德國國家隊（含西德隊時期）在70到90年代長期使用含有清道夫的佈陣，期間許多歐洲最知名的清道夫後衛皆來自德國，二十多年間憑藉此陣容分別進入了四次世界盃決賽（兩勝兩敗）和歐洲盃決賽（三勝一敗）。然而在90年代末期這個陣式已逐漸被淘汰、也不再有新的頂級球員願意擔任該位置後，依舊堅持該陣式的德國隊成績也一落千丈，此時朗尼克將一位德國四級聯賽教練赫爾穆特·格羅斯（德語：Helmut Groß，後來成為朗尼克在霍芬海姆和萊比錫時期的助手和顧問）提出的無清道夫陣容在德國境內發揚光大並取得成功，是德國近代影響最深的教練和球隊主管之一。他的性格非常強勢，會要求對球隊的人事和球員買賣有很大的主導權，所以即使他在德國有多次成功的執教經歷，也很少有外國豪門願意聘請他。但他的影響力還是間接地透過許多知名的德國教練傳播到歐洲乃至全球，例如、哈森许特尔、等人。而他自承他的執教風格和戰術理念主要受到、洛巴諾夫斯基和兹德涅克·泽曼等幾位1970和80年代最成功的教練影響。

## 职业生涯

### 球员生涯及执教起点
在从家乡巴克南的马克斯·玻恩文理中学（Max-Born-Gymnasium）毕业后，朗尼克于1977年开始在斯图加特大学修读运动学和英语的师范课程。同时他自1976年起效力于斯图加特足球俱乐部的业余队，而在此之前他已曾入选过符腾堡足球协会的代表队。
作为在萨塞克斯大学进行海外交流学习的一部分，朗尼克也于1979-80赛季效力于西薩塞克斯郡的英格兰业余球队索斯威克。当他回到德国后，他加盟了海尔布隆，并得以参加巴登-符腾堡高级联赛。1982年，朗尼克转会至同级联赛球队乌尔姆1846，他随该队在季末成功升入德乙联赛，但被拒绝参赛。
1983年，朗尼克以球员兼教练的身份加盟维多利亚巴克南（FC Viktoria Backnang），他携球队在1983年至1985年间实现了从区级联赛至协会联赛的两连跳。在此期间，朗尼克于1984年完成了科隆体育学院足球讲师培训课程，并以平均1.2分的的年度最佳成绩考取足球讲师证书，尽管在此之前他于22岁时便已获得A级教练证书。同样在1984年，朗尼克携维多利亚巴克南在鲁伊特体育学院的训练基地体验了对他个人而言极为重要的一场友谊赛——对阵方为瓦列里·洛巴诺夫斯基所率领基辅迪纳摩，其四后卫布阵及压迫式打法均代表了当时最先进的足球战术。
朗尼克自1985年起不再作为一位球员，而是在斯图加特业余队的主教练岗位上工作了两年。同时在1986年，他完成了在斯图加特大学的第一次国家考试。在1987-88赛季，他回到区级联赛，以球员兼教练身份代表利波茨魏勒（TSV Lippoldsweiler）重返赛场，并在一家斯图加特公司担任全职的高中及大学课程讲师。朗尼克在那里工作直至1992年，期间也顺带从事巴登-符腾堡州业余球队的执教工作，例如1988年至1990年于科尔布，以及自1990年起于斯图加特青年队。他在1992年放弃了原本的工作转而全职服务于施瓦本德甲球队，在这里他以运动协调员的身份负责青年及业余足球的管理。
在1994年夏天，当朗尼克期望担任斯图加特一线队的助理教练职位遭到于尔根·略伯尔的拒绝后，他选择离开了俱乐部。朗尼克回到了从前效力过的球队，与当时身处地区联赛的乌尔姆1846签约，却因疾病未能就任主教练一职。

### 罗伊特林根05
一年后，至1995年夏天，朗尼克接手了当时身处南部地区联赛的罗伊特林根05。由于俱乐部于此前一个赛季仅勉强保级，朗尼克遂在新赛季迅速确立了以米夏埃尔·马耶尔、托马斯·温特、克里斯蒂安·多德维奇和约阿希姆·卡斯特为核心的打法并以第四名完赛，因此仅以2分之差的劣势不敌乌尔姆1846，无缘德国业余锦标赛。在接下来的1996-97赛季，球队继续维持优异表现，并最终获得联赛第三。然而朗尼克却与体育主管闹翻，并在1996年12月的联赛上半程结束后便离职。接着，他转会至同级联赛俱乐部乌尔姆1846。

### 乌尔姆1846
乌尔姆1846在过去几个赛季的座次都基本徘徊于升级区附近，然而至1996-97赛季，球队在长期执教青年军的主教练马丁·格略赫（Martin Gröh）的率领下远落后于优势巨大的联赛双雄纽伦堡和格罗伊特菲尔特。朗尼克在上任后即对阵容进行了重组，他更青睐于采用四后卫的足球阵式。在经历首个赛季的初期困难后（全季共有50个失球，其中31个是在朗尼克执掌后的下半程取得），乌尔姆1846在随后的赛季将地区联赛的冠军争夺变成了与奥芬巴赫踢球者的双雄斗，并最终以1分之差力压对手排名第一，获得了直接升入德乙联赛的资格。此外，随着乌尔姆1846在符腾堡足协杯决赛中击败基希海姆/泰克，朗尼克还也收获了自己的首个杯赛冠军头衔。
作为新赛季德乙的降级热门球队，乌尔姆1846从一开始便迅速蹿升至积分榜首，并创造了德国职业足球有史以来最长的球队不败纪录。受到朗尼克创新阵式大获成功的激励，引发了德国国内围绕现代足球战术展开了激烈的讨论。他随后晋升为一个广受欢迎的专家和令人垂涎的主帅人选。由于被德甲球队斯图加特主席格哈德·迈尔-福费尔德寄予厚望的主教练未能获得成功，以及沃尔夫冈·罗尔夫已被选为继任者，这支施瓦本俱乐部遂在冬歇期宣布，朗尼克将自1999-2000赛季起加盟。继转会消息公布后，作为德乙秋季冠军的乌尔姆1846表现急剧下滑，经过一系列比赛无一胜绩后至1999年3月仅排名第五，因此朗尼克从他的岗位上离职。

### 斯图加特
作为斯图加特在1998-99赛季期间的第三任主教练，莱纳·阿德里翁依旧未能将球队带出积分榜末三席的位置。为了避免降级，俱乐部在5月便将朗尼克召至内卡河畔。与此同时他的老东家乌尔姆1846在马丁·安德马特的调教下至季末仍然获得了升入德甲的资格，而他本人则率领斯图加特以积分榜第十一名完赛。在新任主席曼弗雷德·哈斯的治下，斯图加特于来年实施经济紧缩政策，卖掉了一些成绩贡献者例如弗兰克·维尔拉特和弗雷迪·博比奇等。这使得朗尼克多次就球队的发展环境与俱乐部的经济和体育负责人展开讨论和分析。朗尼克在此被频频指责过于急切的尝试将其思想和观念强加给俱乐部。尤其是仅存的明星球员克拉西米尔·巴拉克夫在2000年秋季的禁赛使他招致了批评。在球队以赛季排名第八完赛、并在后续通过国际托托杯获得欧洲联盟杯的参赛资格后，他们在接下来的赛季再度滑落至降级区。2001年2月，当斯图加特被西班牙球队维戈塞尔塔淘汰出这一赛季的欧洲联盟杯后不久，体育总监罗尔夫·吕斯曼便签入顶替朗尼克的职位。

### 汉诺威96
2001年夏天，朗尼克接手了当时仍身处德乙的汉诺威96，后者自夺得1991-92赛季德国杯以来，历经13任不同的主教练试图冲入德甲未果。而在重新调整了战术后，球队统治了2001-12赛季德乙。得益于进攻端球员丹尼尔·斯滕德尔、伊日·考夫曼、扬·西马克和内博伊沙·克鲁普尼科维奇在赛季期间的闪耀，这支下萨克森球队最终射入93球。凭借在积分榜领先第二名阿米尼亚比勒费尔德10分的优势，球队以未受挑战的姿态升入德甲。
在德国最高级别联赛，由朗尼克率领的球队受到中场发动机西马克转会的影响而持续走低，并在降级区停留了很长一段时间。尽管如此，俱乐部还是决定与朗尼克长期合作，并在2002年9月将他的合同延长至2005年夏天。直到冬歇期过后，汉诺威96才在第20轮逃离降级区，并最终以积分榜第十一位完赛。在随后的时间里，朗尼克与俱乐部主席马丁·金德乃至体育总监里卡多·莫亚都合作无间。至2003年底，主教练合同中的一项离职条款被公众曝光，朗尼克可能会在联赛下半程之前转会柏林赫塔的传闻被扩大化。尽管事态逐渐平复，朗尼克还是由于在下半程的前六场比赛仅取得4分而于2004年3月遭到解职。

### 沙尔克04
2004年9月，朗尼克接替成为沙尔克04的新任主教练，并率队在该季联赛前半程登顶，与拜仁慕尼黑同分进入冬歇期。在第25轮中，沙尔克得以战胜拜仁后而成为联赛领头羊。然而，沙尔克却在接下来的五场比赛中输掉四场，意味着将联赛冠军拱手相让。
沙尔克04在2005-06赛季的前半程并不令人满意，虽然他们在联赛中的表现依然稳健，但在德国杯中却以0比6惨败于法兰克福，而在欧冠联赛上也过早遭到淘汰。在冬歇期前的一周内，有媒体报道称，俱乐部董事会计划在冬歇期与朗尼克分手；朗尼克则自行公布了在赛季末将离开。对此，在12月10日主场对阵美因茨05的比赛前，公众大声疾呼对董事会和球队以及对相关公告的抗议，随即自发的在体育场外绕场行走表达不满。朗尼克在回想起来形容这是错误的。他明白，尽管董事会和一些球员会将此解读为一种挑衅，然而这是一个“感情冲动的特殊情况”。两天后，朗尼克被解职。

### 霍芬海姆1899

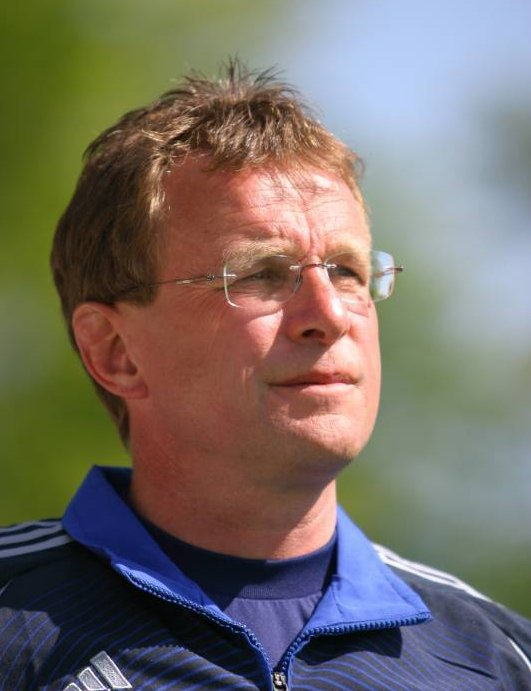
朗尼克率霍芬海姆征战地区联赛（2007年）

2006年6月22日，由迪特玛·霍普赞助的第三级别联赛（南部地区联赛）俱乐部霍芬海姆1899宣布，朗尼克将自2006-07赛季起担任该队主教练。经过季初四战两负的艰难开局后，俱乐部于2007年5月5日以4比0战胜锡根体育之友后顺利升入德乙。一年后，他们最终成功直通德甲。霍芬海姆1899在接下来的几年中得到快速发展，其中除了对球员转会的巨额投资外，还要归功于朗尼克的执教技巧，他也因此常被称为“成就建筑师”。
在首个德甲赛季中，朗尼克的球队成功获得非正式的秋季冠军（半程冠军），却在后半程的表现下滑，最终以第七名完赛。在第二个德甲赛季以排名第十一完赛后——于2010年5月13日，朗尼克的合同被宣布提前延长至2012年。然而，至2010-11赛季，朗尼克在率队取得前半程第八位的情况下，于2011年新年从霍芬海姆的主教练岗位上离职。究其原因，据媒体报道主要是与迪特玛·霍普发生分歧——因两者的关系自一年以前便已日趋紧张。在合同终止后不久，球队立即宣布球员转会至拜仁慕尼黑。朗尼克曾强烈反对出售这位巴西中场明星。他的继任者是前助理教练马尔科·佩扎伊沃利。

### 重返沙尔克

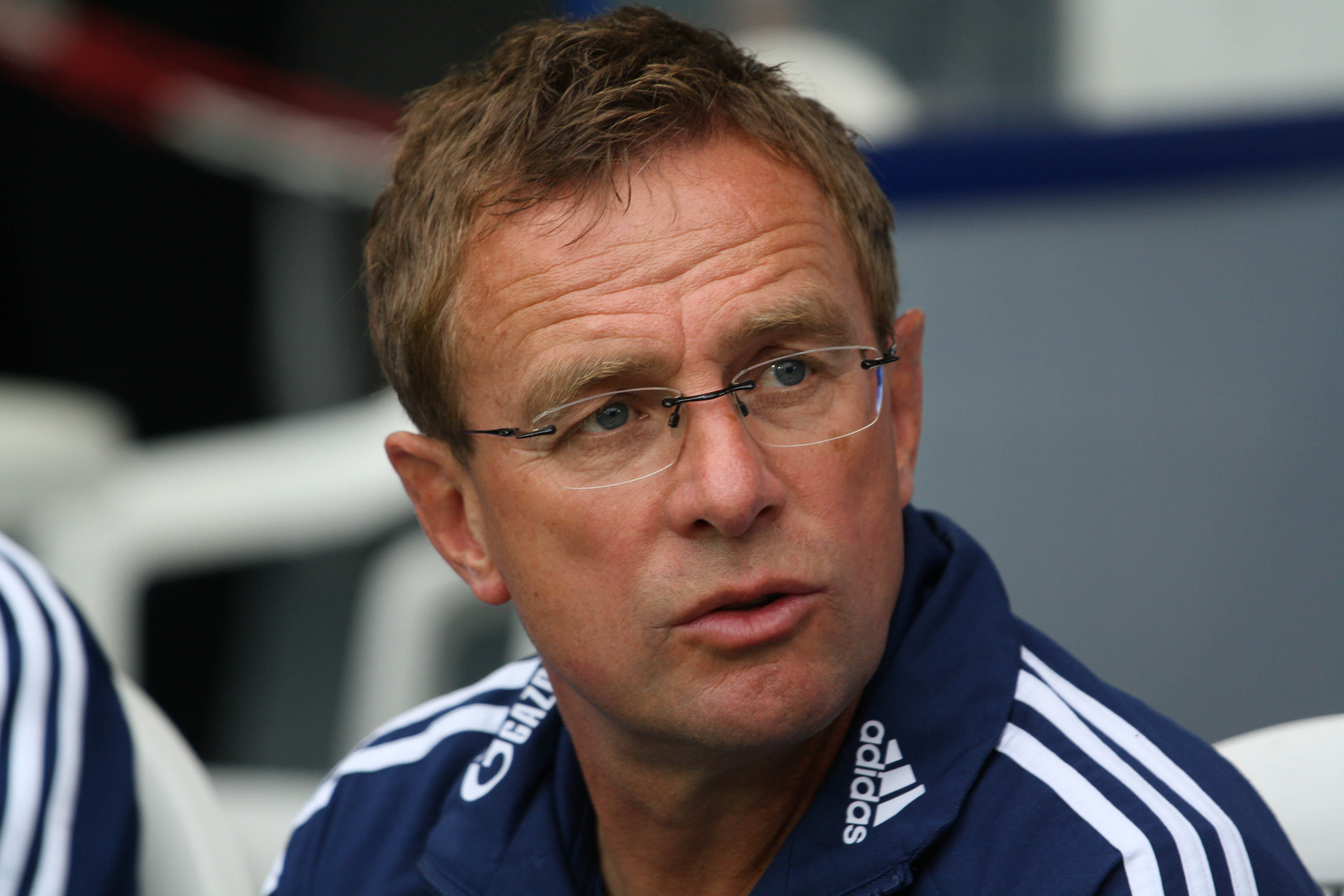
重返沙尔克的朗尼克

在空窗仅三个月后，朗尼克于2011年3月21日重新成为沙尔克04主教练。他是接替了球队原主教练兼经理的菲利斯·馬加夫一职。此时拥有、和的沙尔克04已在前任的带领下杀入欧洲冠军联赛的四分之一决赛，朗尼克随即率队在主、客场分别以5比2和2比1双杀卫冕冠军国际米兰，仅在半决赛遭曼联淘汰，而这已是俱乐部有史以来在该项赛事中所取得的最大成就。在德国杯上，前任马加特同样已带领球队进军了决赛，朗尼克只需战胜杜伊斯堡即可获得其首个国家层面的冠军头衔。最终，它们以5比0轻取鲁尔区的竞争对手。因此尽管沙尔克04在2010-11赛季德甲中仅名列第十四，但还是获得了参加欧洲赛事的资格。
至2011年9月22日，朗尼克因身患倦怠症（生长性疲劳综合症）而解除了他与沙尔克04的合同并立即生效。

### 萨尔茨堡红牛及RB莱比锡

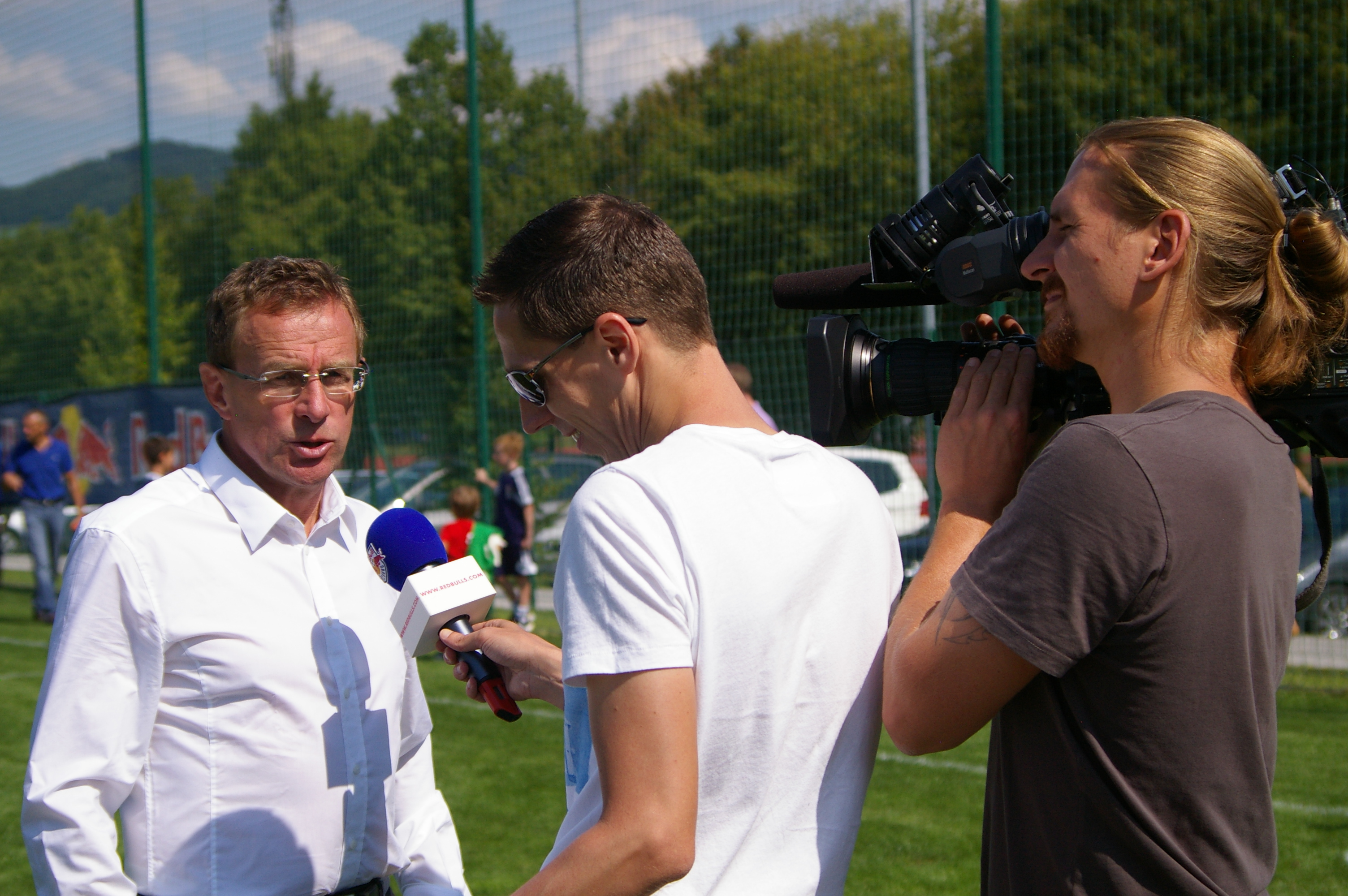
在萨尔茨堡红牛担任体育总监的朗尼克

2012年6月底，朗尼克结束了他为期十个月的休养，成为奥超俱乐部萨尔茨堡红牛的新任体育总监。此外，他也负责RB莱比锡的发展。就在上任伊始，朗尼克辞退了RB莱比锡的主教练彼得·帕库尔特，并以亚历山大·措尼格接替其位置。同时在萨尔茨堡，他则以罗格·施密特取代了原主教练里卡多·莫尼兹。不久后，萨尔茨堡红牛于欧洲冠军联赛预选赛中惨遭卢森堡球队迪德朗日淘汰，被视为奥地利足球最不光彩的事件之一。朗尼克遂对阵容进行了彻底的重建，并购入、和瓦隆·貝里薩等年轻球员。在他担当体育总监的首个赛季，萨尔茨堡获得联赛亚军。
至2013-14赛季则实现了重大成就。因此萨尔茨堡提前八轮便锁定联赛冠军，并以34场比赛射入106球刷新了原由维也纳快速所保持的奥超纪录。在欧洲冠军联赛预选赛中，他们再遭费内巴切淘汰，但在接下来的欧洲联赛分组赛保持六场全胜，以分组头名出线。至32强淘汰赛，萨尔茨堡在两回合比赛中以6比1（3比0、3比1）的明显优势击败荷兰冠军阿贾克斯。而进入八分之一决赛后，他们在首回合0比0逼平巴塞尔的情况下，次回合以1比2不敌对手，无缘晋级。
另一方面，莱比锡RB在新任主教练措尼格的带领下连升两级，使得这支原处东北地区联赛的球队在2014年已达德乙联赛。随着他们在职业足球中突如其来的迅速崛起以及萨尔茨堡在欧冠预选赛的屡战屡败，两支红牛相关俱乐部的焦点此时已更多的对准RB莱比锡。由于在首个德乙赛季期间，朗尼克早在2015年2月便公布了季末换帅的计划，因此措尼格提前辞职，并由U17青年队主教练阿希姆·拜尔洛泽尔率队征战赛季剩余的比赛。
至2015-16赛季，朗尼克决定接任RB莱比锡的主教练一职为期一年，而拜尔洛泽尔亦将作为助理教练留在教练团队中。而他早在同年1月——即接掌主教练一职之前便已宣布将不再兼任萨尔茨堡红牛的体育总监，以便完全专注于在莱比锡的发展。萨尔茨堡的继任者为总经理绍尔及体育协调员克里斯托弗·弗洛伊德（Christoph Freund）。赛季结束后，朗尼克率领RB莱比锡成功以德乙第二名身份升入德甲，而俱乐部亦在2016年5月16日宣布，其职位将由原因戈尔施塔特04主教练拉尔夫·哈森许特尔接替。

### 曼聯
2021年11月29日，英超球隊曼聯宣布蘭歷克擔任临时領隊，為期半年，之後兩年轉為球隊顧問。
2022年5月29日，因球隊成績不佳，英超球隊曼聯宣布蘭歷克辭任球隊顧問一職。

### 奧地利
2022年4月29日，奧地利足協宣布簽入蘭歷克為主教練，為期兩年。

## 成就
沙尔克04
- 德国足协杯冠军：2011年（德语：DFB-Pokal 2010/11）
- 德国超级杯冠军：2011年
- 德国联赛杯冠军：2005年

霍芬海姆1899
- 升入德乙联赛：2007年
- 升入德甲联赛：2008年

汉诺威96
- 升入德甲联赛：2002年

乌尔姆1846
- 符腾堡足协杯（德语：WFV-Pokal）冠军：1997年
- 升入德乙联赛：1998年

RB莱比锡
- 升入德甲联赛：2016年

### 作为体育总监
RB莱比锡
- 升入德丙联赛：2013年
- 升入德乙联赛：2014年
- 升入德甲联赛：2016年

萨尔茨堡红牛
- 奥超联赛冠军：2014年、2015年
- 奥地利足协杯冠军：2014年、2015年

## 执教数据
最後更新：2022年5月22日
| 俱乐部       | 自            | 至             | 成绩 | 成绩 | 成绩 | 成绩 | 成绩  | 成绩   |
| 俱乐部       | 自            | 至             | 场   | 胜   | 平   | 负   | 胜%   | 注     |
| ------------ | ------------- | -------------- | ---- | ---- | ---- | ---- | ----- | ------ |
| 斯图加特二队 | 1985年7月1日  | 1987年6月30日  | 70   | 28   | 16   | 26   | 40.00 |        |
| 罗伊特林根05 | 1995年7月1日  | 1996年12月31日 | 51   | 26   | 12   | 13   | 50.98 |        |
| 乌尔姆1846   | 1997年1月1日  | 1999年3月16日  | 75   | 36   | 18   | 21   | 48.00 |        |
| 斯图加特     | 1999年5月3日  | 2001年2月24日  | 86   | 36   | 16   | 34   | 41.86 | [ 49 ] |
| 汉诺威96     | 2001年5月23日 | 2004年3月8日   | 98   | 44   | 22   | 32   | 44.90 | [ 50 ] |
| 沙尔克04     | 2004年9月28日 | 2005年12月12日 | 65   | 36   | 15   | 14   | 55.38 | [ 51 ] |
| 霍芬海姆1899 | 2006年6月22日 | 2011年1月2日   | 166  | 79   | 43   | 44   | 47.59 | [ 52 ] |
| 沙尔克04     | 2011年3月21日 | 2011年9月22日  | 23   | 10   | 3    | 10   | 43.48 | [ 51 ] |
| RB莱比锡     | 2015年5月29日 | 2016年6月30日  | 34   | 20   | 7    | 7    | 58.82 |        |
| 曼聯 (暫代)  | 2021年12月3日 | 2022年5月22日  | 31   | 11   | 12   | 8    | 35.48 |        |
| 奧地利       | 2022年5月24日 | Present        | 10   | 5    | 1    | 4    | 50.00 |        |
| 总计         | 总计          | 总计           | 760  | 360  | 176  | 224  | 47.37 |        |

## 其它
- 由于在德國電視二台于1998年12月19日播出的一档名为“实时体育演播室（德语：das aktuelle sportstudio）”的节目中，朗尼克于白板上对一场比赛的战术进行了非常详细的阐述，使他时至今日都被昵称为“足球教授（Fußballprofessor）”[53]。
- 共有两支由朗尼克执掌的球队可以从（当时的第三级别）地区联赛连续跳升至德甲联赛。它们分别为乌尔姆1846在1998年至1999年的两连跳——尽管他在德乙赛季末期已离任，以及霍芬海姆1899在2007年至2008年的两连跳。
- 2004年，时任德国国家足球队主教练开始寻求一位助教，他的目光曾锁定在拉尔夫·朗尼克身上。他的邀约遭到朗尼克的拒绝，于是得到了这份工作[54]。
- 除了教练生涯外，朗尼克自1994年以来还与其搭档在伯布林根经营一间康复中心。
- 朗尼克曾在2010年成为电脑游戏FIFA经理（英语：FIFA Manager）的封面人物。